# 노렌

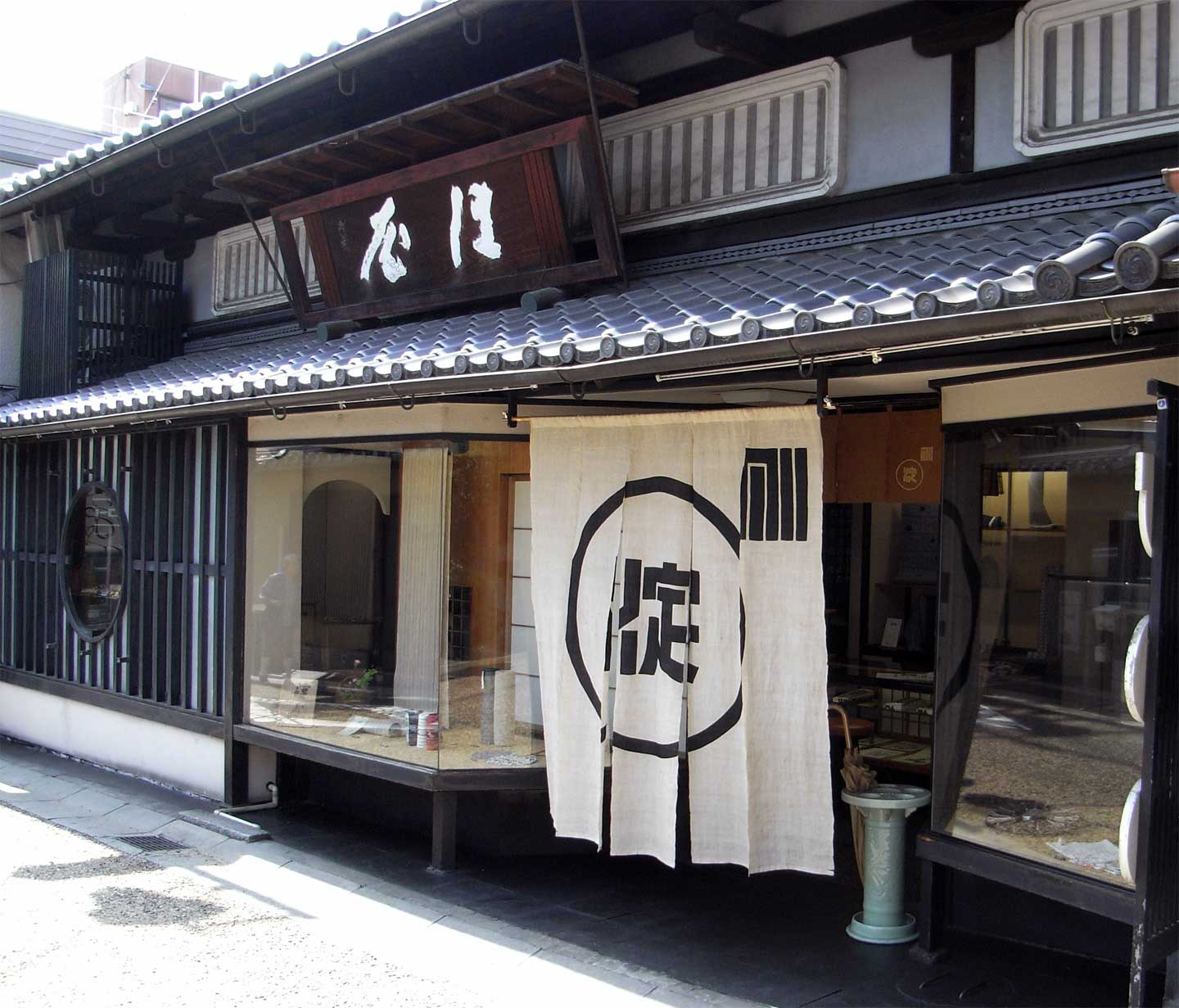
나라의 전통 직물 가게 입구에 걸려있는 노렌

노렌(일본어: 暖簾)은 일본의 가게나 건물의 출입구에 쳐놓는 발로써 특히 상점 입구에 걸어놓아 상호나 가몬을 새겨놓은 천을 말한다. 처음에는 가게 안에 직접 풍광이 들어오는 것을 막거나 추위를 덜기 위한 목적으로 만들어 놓았다고 한다. 이자카야(선술집)등에는 천에 동아줄을 나란히 걸어 놓는 경우도 있으며 이 경우는 나와노렌(縄暖簾)이라고 부른다.
2차 세계대전 전까지는 술집이나 이자카야에서 손님이 나갈 때 음식물을 만져서 더러워진 손을 노렌으로 닦고 나가는 풍습이 있었기 때문에 "노렌이 더러우면 더러울수록 장사 잘 되는 집"이라는 속설이 있었다.
노렌은 또한 그 가게가 영업중이라는 표시도 되며, 따라서 가게 문을 닫을 때는 반드시 노렌을 떼어 놓는다. 노렌의 이러한 상징성 때문에 가게 이름(屋號)을 노렌 이름(暖簾名)이라고도 부르며 그 가게의 신용이나 품격의 상징이기도 했다. 따라서 무언가 문제가 생겨서 가게의 신용이나 명성이 훼손되는 것을 비유적으로 일컬어 노렌에 흠집이 났다(暖簾に傷が付く)라는 관용어까지 생겨났다.
그 밖에 노렌과 연관된 말가운데 호코닌이나 게닌(家人)에게 같은 이름의 가게를 열 수 있도록 허가 받는 것을 가리키는 노렌와케(暖簾分け), 영어 Goodwill의 개념에 해당하는 일본 회계학 용어- 노렌다이(のれん代;노렌 값)등이 있다.

## 같이 보기
- 커튼